# Bi Sheng
Bi Sheng (xinès 畢昇) (990 Yingshan - 1051) artesà i inventor xinès, que va construir la primera impremta de tipus mòbils, 400 anys abans de la de Gutenberg, i considerat amb la pólvora, el paper i la brúixola com un dels quatre invents xinesos.
Aquest es un nom xinès on Bi es el cognom i Sheng el nom.

## Biografia
Bi Sheng va néixer a Yingshan, província de Hubei (Xina), durant la Dinastia Song del Nord.
Per les seves característiques personals no hi ha informació històrica sobre Bi Sheng, però els seus treballs els va descriure el polimata Shen Kuo (1031-1095) en la seva obra del 1088, «Meng xi bi tan».

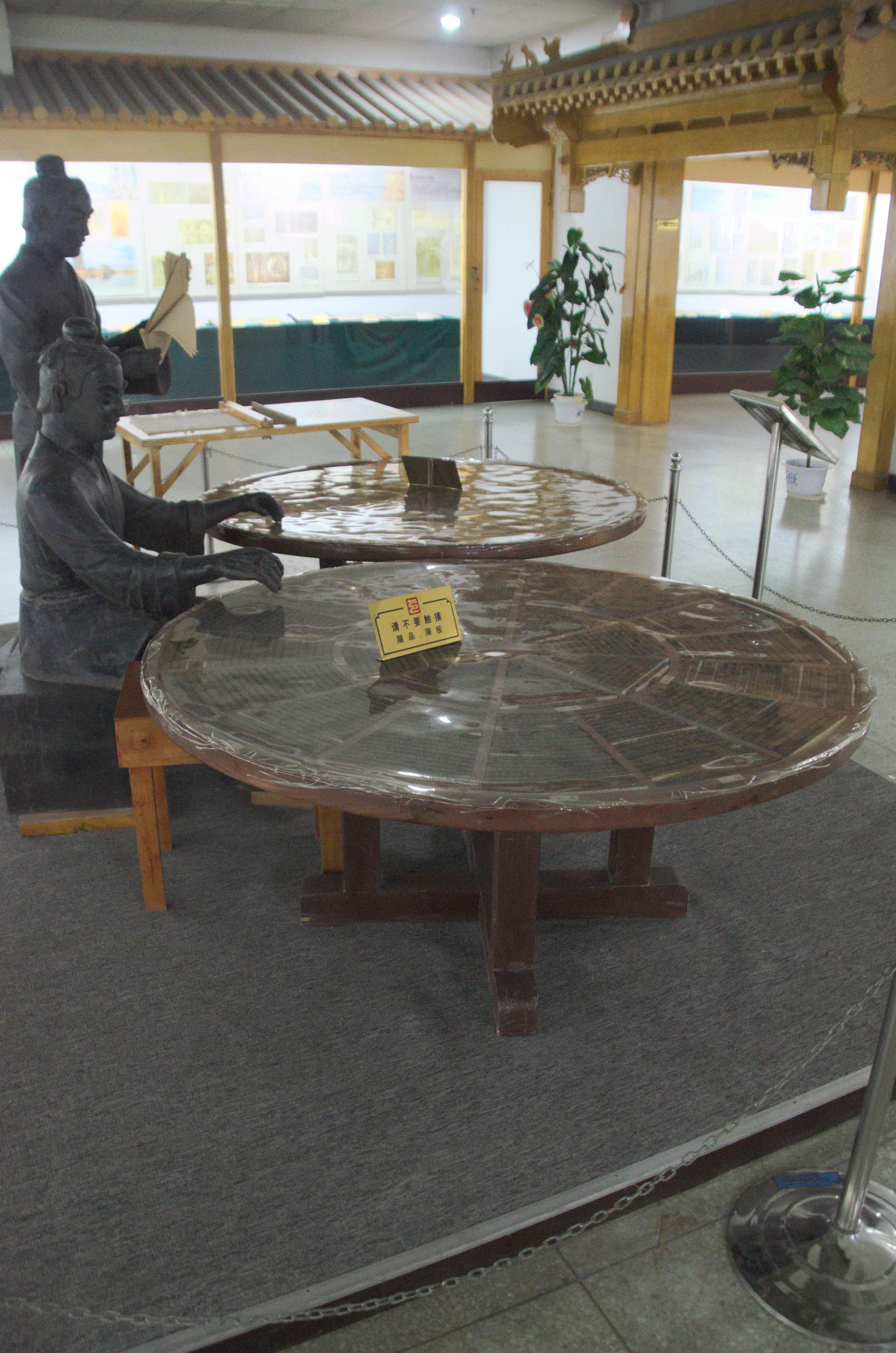
Museu de la impremta de la Xina (中国印刷博物): Reproducció del sistema de Bi Sheng

Segons la tradició de la Dinastia Song, Bi va començar a treballar com a calígraf en un taller d'impremta on va conèixer la impressió amb en blocs de fusta per part d'un gravador conegut de l'època, i posteriorment va desenvolupar la tècnica utilitzant tipus mòbils.
L'any 2010 la UAI (Unió Astronòmica Internacional) va denominar amb el nom Bi Sheng un crater lunar ubicat en la cara oculta de la Lluna, prop del Pol nord Lunar.

### Impremta de tipus mòbils
Bi Sheng a diferència de Gutenberg que en la seva impremta va utilitzar tipus metàl·lics, Bi inicialment va dissenyar tipus mòbils d'argila que per la seva fragilitat no servien per fer moltes còpies. Posteriorment va treballar amb tipus de fusta o porcellana amb una millora en la qualitat de la impressió i amb una durada més llarga. Fa fabricar més de 3000 caràcters.

#### Memorial Bi Sheng
El 21 d'abril de 2023 es va inaugurar el Memorial Bi Sheng, situat al poble de Wuguidun, ciutat de Caopandi, comtat de Yingshan, ciutat de Huanggang, província de Hubei.